# Певеларі
Певеларі (рум. Păvălari) — село у повіті Вранча в Румунії. Входить до складу комуни Спулбер.
Село розташоване на відстані 151 км на північ від Бухареста, 39 км на захід від Фокшан, 110 км на захід від Галаца, 83 км на схід від Брашова.

## Населення
За даними перепису населення 2002 року у селі проживали 387 осіб, усі — румуни. Усі жителі села рідною мовою назвали румунську.